# Yannick Stopyra
Yannick Stopyra (Troyes, 9 gennaio 1961) è un ex calciatore francese, di ruolo attaccante.

## Carriera

### Club
Di origini polacche, figlio di Julien Stopyra, anch'egli nazionale francese negli anni sessanta,  ha militato in numerosi club di Ligue 1 francese tra la fine degli anni settanta e la prima metà dei novanta.
Ha vestito le maglie di Sochaux, Rennes, Tolosa, Bordeaux, Cannes, Metz e Mulhouse.
Complessivamente in tutta la carriera ha disputato a livello di club 481 partite segnando 146 reti.

### Nazionale
Tra il 1980 ed il 1988 giocò nella nazionale francese con la quale prese parte al Mondiale del 1986 segnando 2 reti, una delle quali all'Italia negli ottavi di finale.
Complessivamente ha raccolto 33 presenze internazionali con 11 gol.